# ¡Ábrete, sésamo!

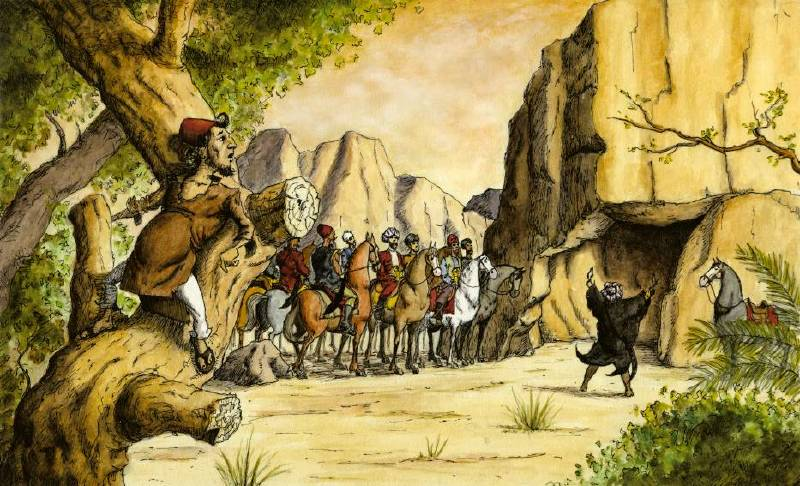
Alí Babá escucha escondido a uno de los ladrones diciendo ¡Ábrete sésamo!

¡Ábrete, sésamo!  (en francés: Sésame, ouvre-toi, en árabe: افتح يا سمسم‎, romanizado: Iftaḥ yaa simsim) es una frase mágica del cuento Alí Babá y los cuarenta ladrones. Apareció por primera vez en la versión de Antoine Galland de Las mil y una noches. 

## Origen y etimología
La frase apareció por primera vez en la traducción francesa de Antoine Galland de Las mil y una noches (1704-1717) como Sésame, ouvre-toi. 
Existen varias teorías sobre el origen de esta frase. Por un lado, al igual que la montaña se abre al pronunciar el conjuro, las semillas de sésamo crecen en una vaina que se abre cuando alcanza la madurez- Otra teoría sostiene que el hechizo toma su origen de ciertas prácticas mágicas babilónicas en las que se empleaba el aceite de sésamo.
Sin embargo, no es seguro que la palabra sésamo se refiera realmente a la planta o semilla de sésamo. En hebreo, sésamo se dice Shumsám, y se pronuncia muy parecido a una reduplicación de la palabra šem —que significa nombre o, en algunos contextos, Dios— . También podría ser una palabra vinculada a la Cábala que represente el término talmúdico šem-šāmayīm —en español, nombre del cielo—, que se refiere al "Nombre Divino" o "Nombre de Dios".

## En el relato
Alí Babá era un pobre leñador de Persia que fue testigo de la visita de una banda de cuarenta ladrones al escondite de su tesoro en el bosque en el que cortaba madera. El tesoro de los ladrones está en una cueva cuya boca queda sellada mágicamente: se abre con las palabras «Ábrete, Sésamo!»  y se cierra con «¡Ciérrate, Sésamo!». Cuando los ladrones se marchan, Alí Babá entra en la cueva y se lleva parte del tesoro a casa.